# El Pensamiento Femenino
El Pensamiento Femenino (1913-1916) fue una revista quincenal feminista española fundada por Benita Asas y Pilar Fernández Selfa, con una ideología cercana al socialismo no materialista,  dedicada a mejorar la condición social, jurídica y económica de la mujer.

## Historia
En 1913, Asas, participó, junto a Julia Peguero, en unas charlas celebradas en la Sección de ciencias morales y políticas del Ateneo de Madrid. El 15 de octubre lanzó la revista que presentaba al feminismo como un movimiento fundamentalmente humanitario y caritativo. En su presentación, Asas, reivindicaba la validez del pensamiento feminista y su contribución a la vanguardia del progreso. La intención era animar a las mujeres a que sacudieran su sometimiento y apatía y a que lucharan por sus derechos sin caer en estridencias. El consejo de redacción estaba formado enteramente por mujeres. Su línea editorial apoyaba la independencia de las mujeres, manteniendo su feminidad, y valoraba de manera positiva el hecho de que el Partido Socialista apoyara los derechos de las mujeres, aunque era crítico con el fundamento materialista de su argumentación.
En 1914, Asas, como directora y jefa de redacción de dicha revista, junto a otras escritoras, entregó una instancia refrendada por cientos de firmas, Blanca de los Ríos y Concha Espina entre otras, para que se cambiaran los estatutos de la Real Academia Española, que impedía acceder a Emilia Pardo Bazán a dicha institución.
La revista desapareció en 1916 por falta de recursos económicos.